# Arrested Development (musikgrupp)

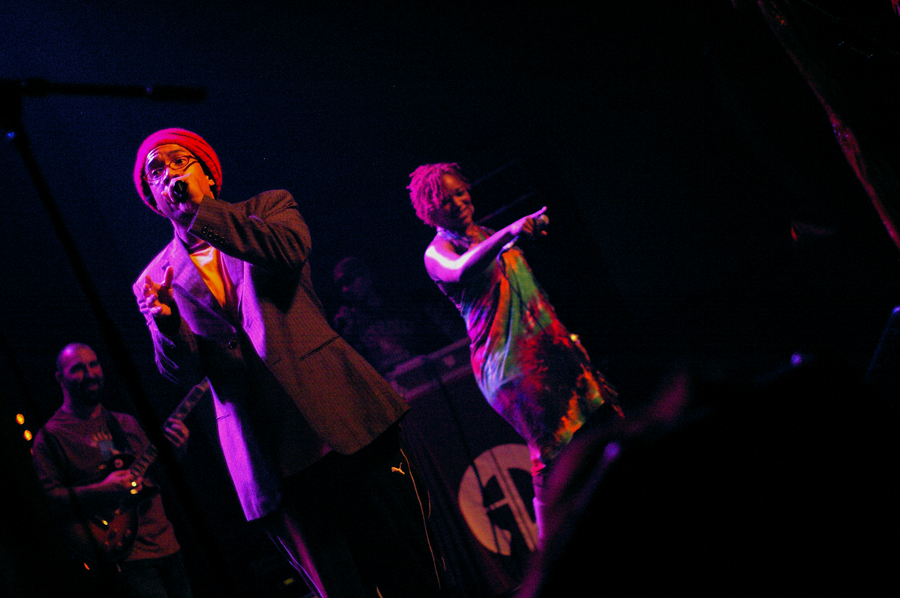
Arrested Development

Arrested Development är en amerikansk musikgrupp som spelar alternativ hiphop. Gruppen bildades 1988.
Arrested Developments första album 3 Years, 5 Months & 2 Days in the Life Of... från 1992 hade tre låtar som blev topp 10 hits på Billboard Hot 100 i USA, "Tennessee", "People Everyday" och "Mr. Wendal". Gruppen vann två Grammy Awards 1993 för Best New Artist och Best Rap Performance by a Duo or Group. 1992 medverkade de på soundtracket till regissören Spike Lees film Malcolm X. Gruppens senaste album är Strong som släpptes i januari 2010.

## Diskografi

### Studioalbum
- 1992 – 3 Years, 5 Months & 2 Days in the Life Of...
- 1993 – Unplugged
- 1994 – Zingalamaduni
- 2000 – Da Feelin' EP
- 2002 – Heroes of the Harvest
- 2003 – Extended Revolution
- 2004 – Among the Trees
- 2006 – Since the Last Time
- 2010 – Strong

### Singlar
- Tennessee (1992) USA pop #6 USA r&b #1 USA rap #1
- People Everyday (1992) USA pop #8 USA r&b #2 USA rap #1
- Mr. Wendal (1992) USA pop #6 USA r&b #6
- Raining Revolution (1992) USA r&b #49
- Revolution (1992) USA pop #90 USA rap #20
- Natural (1993) USA r&b #90
- United Minds (1994) USA r&b #66 USA rap #49
- Ease My Mind (1994) USA pop #45 USA r&b #14 USA rap #4
- The World Is Changing (2010)